# Hans Vischer
Hans Vischer (* um 1489 in Nürnberg; † 8. September 1550 in Eichstätt) war ein deutscher Bildhauer und Erzgießer aus der Nürnberger Künstlerfamilie Vischer.
Hans Vischer, jüngster Sohn des Nürnberger Bildhauers und Erzgießers Peter Vischer der Ältere und seiner Frau Margarethe, geborene Groß, übernahm 1529 in dritter Generation die Gießereiwerkstatt, in der er vorher zusammen mit seinem Vater und den Brüdern Hermann und Peter, genannt der Jüngere, gearbeitet hatte. Die Gießhütte war 1453 von seinem Großvater Hermann Vischer gegründet worden.
Als seine Hauptwerke gelten das Grabmal des Kurfürsten Johann Cicero von Brandenburg (1530), heute in der Krypta des Berliner Doms, und der Apollobrunnen im Hof des Nürnberger Rathauses (1532). Er gilt als Schöpfer der „Gedächtnisanlage“ (1530–1536) Albrecht von Brandenburgs in der Stiftskirche Aschaffenburg. In der Sigismund-Kapelle der Wawelkathedrale in Krakau schuf er zusammen mit einer Künstlergruppe aus Nürnberg unter der Leitung von Hans Dürer das Altarretabel (1531). Das Gitter am Eingang mit den Wappen von Polen, Litauen und der Familie Sforza (1530–1532) kommt ebenfalls aus der Werkstatt von Hans Vischer. In der Marienkirche in Krakau stammen die Epitaphien von Severin und Sofia Boner von ihm (1538). Erwähnt wird sein „schon ziemlich glattes Grabmal des Bischofs Sigismund“ im Merseburger Dom aus dem Jahre 1540 von Karl Woermann in „Geschichte der Kunst“ von 1911.